# Ouragan Florence (2006)
Pour l’article homonyme, voir Cyclone tropical Florence.
L’ouragan Florence est la 7e tempête tropicale et le 2e ouragan de la saison cyclonique 2006 pour le bassin de l'océan Atlantique. Le nom Florence a été pour la première fois en 1998 et retiré en 2018 à la suite d'un système particulièrement remarquable. 
Florence est un ouragan capverdien qui s'est développé à partir d'une onde tropicale dans l'océan Atlantique oriental le 3 septembre. En raison de conditions défavorables, le système n'a pas réussi à s'organiser initialement et, en conséquence, la tempête a atteint une taille inhabituellement importante. Après plusieurs jours, Florence a rencontré une zone de moindre cisaillement des vents et s’est intensifié en ouragan le 10 septembre. Il est passé juste à l’ouest des Bermudes puis s'est dirigé vers le nord-est. Le 13 septembre, il est devenu un cyclone extratropical qui est passé au large de Terre-Neuve avant de se diriger vers l'Islande.
Florence a produit des rafales de vent allant jusqu'à 185 km/h aux Bermudes, qui ont causé plusieurs pannes de courant et des dommages mineurs. L'ex-Florence a ensuite apporté de fortes pluies sur Terre - Neuve sous forme de tempête extratropicale, détruisant une maison et causant des dommages mineurs à plusieurs autres. Il n'y a eu aucun décès répertorié avec ce système.

## Évolution météorologique
Lors de la dernière semaine d'août 2006, une onde tropicale vigoureuse a quitté la côte de l'Afrique de l'ouest et a dérivé vers l'ouest. Elle développa une perturbation tropicale le 1er septembre qui continua à s'organiser. Le 3 septembre, vers 18 h UTC, une dépression tropicale s'y forma, à mi-chemin entre l'Afrique et les Petites Antilles, malgré des vents cisaillants modérés à forts.
La dépression avait initialement un large diamètre avec plusieurs centres tournant autour du centre moyen, une condition qui a persisté jusqu'au 8 septembre. Cette structure, combinée avec le cisaillement vertical des vents provoqué par un creux barométrique d'altitude a donné lieu à un développement lent. Le 5 septembre, elle devint quand même la tempête tropicale Florence, puis, après plusieurs jours de désorganisation, un ouragan le 10 septembre à 340 milles marins (630 km) au sud des Bermudes.
Florence s'est progressivement incurvée sa trajectoire vers le nord du 10 au 11 septembre et atteint son intensité maximale avec des vents soutenus de 150 km/h. L'ouragan passa le 11 septembre à une centaine de kilomètres à l'ouest des Bermudes avec cette intensité. Sa forte houle atteignit les côtes des Petites Antilles, des Îles Vierges, de Porto Rico et de la République dominicaine.
Tournant vers le nord-est le lendemain, l'ouragan se dirigea vers Terre-neuve. Il est devenu un cyclone extratropical tôt le 13 septembre à environ 420 milles marins (778 km) au sud-sud-ouest de Cap Race, Terre-Neuve. L'ex-Florence a maintenu son large diamètre et ses vents de force d'ouragan
en approchant de Terre-Neuve et son centre est passé près de Cap Race tard le même jour. Poursuivant vers l'est-nord-est dans l'Atlantique Nord les 15 et 16 septembre, ses vents faiblirent à force coup de vent.
L'ex-Florence a ensuite fait une large demi-boucle cyclonique sur les eaux atlantiques au sud-ouest de l'Islande jusqu'au 19 septembre, puis fut absorbée par une dépression extratropicale se dirigeant vers le Groenland.

## Impact

### Antilles et Bermudes
L'ouragan Florence a produit de fortes houles et des conditions de surf dangereuses le long du nord des Petites Antilles, des îles Vierges, de Porto Rico, d'Hispaniola et des Bermudes. Le gradient de pression serré entre Florence et un anticyclone sur le sud-est du Canada a produit des vents forts et des vagues le long de la côte est des États-Unis, aux Bahamas et dans les provinces de l'Atlantique au Canada.
Passant une courte distance à l'ouest des Bermudes, Florence donné des vents soutenus rapportés de 132 km/h sur l'île Saint David des rafales de 185 km/h au Maritime Operations Centre de la paroisse de Saint George. Les vents ont renversé des arbres et des lignes électriques, laissant plus de 25 000 maisons et commerces sans électricité ai pic de la tempête. Les vents ont endommagé dix maisons, y compris la destruction des toits de trois, et ont fait éclater des fenêtres à travers l'île. 
Quelques personnes ont été blessées par des éclats de verre, mais aucune n'a nécessité de soins hospitaliers. Les précipitations sur l'île ont atteint 34 mm à l'aéroport international des Bermudes. Dans la paroisse de Southampton des arbres abattus et d'autres légers dommages matériels sont possiblement liés au passage d'une tornade. Au plus fort de la tempête, les policiers ont conseillé aux citoyens de rester à l’intérieur à l’abri des dangers mais plusieurs cas de pillage ont été signalés sur tout le territoire. Les dégâts de la tempête ont totalisé plus de 200 000 US$ de 2006.

### Terre-Neuve et Saint-Pierre-et-Miquelon

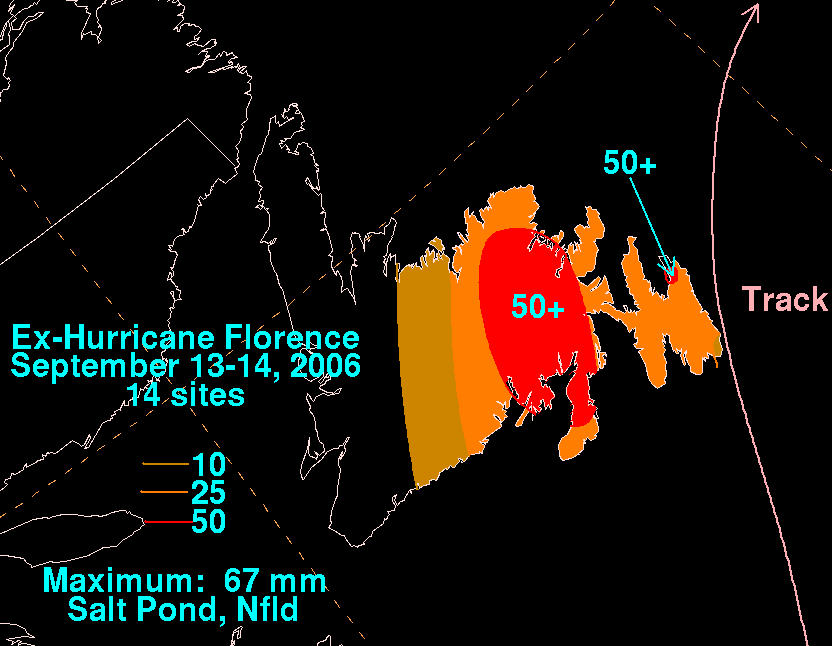
Accumulations de pluie à Terre-Neuve avec l'ex-Florence

En tant que tempête extratropicale au-dessus de Terre-Neuve, Florence a donné des vents violents atteignant 163 km/h à l'île Sagona et des quantités modérées de précipitations allant jusqu'à 67 mm. Des inondations et des pannes de courant ont été signalées, bien qu'isolées. La tempête a provoqué des interruptions de vol à l'aéroport international de Saint-Jean de Terre-Neuve ainsi qu'au ferry entre Terre-Neuve et l'île du Cap-Breton, dans l'est de la Nouvelle-Écosse.
Les vents violents ont détruit une maison dans le petit village terre-neuvien de François. Les résidents ont accepté de reconstruire la maison détruite tandis que la famille résidait temporairement dans la maison d'été d'une autre famille. Les vents ont également endommagé les bardeaux et les côtés des maisons, tandis que les fortes vagues ont endommagé les routes et les bateaux le long de la péninsule de Burin,.
Les îles Saint-Pierre-et-Miquelon ont subi des conditions semblables avec des vents maximaux de 128 km/h enregistrés à Saint-Pierre.